# Voll gepunktet
Voll gepunktet (Originaltitel: The Perfect Score) ist eine US-amerikanisch-deutsche Filmkomödie aus dem Jahr 2004. Regie führte Brian Robbins, das Drehbuch schrieben Mark Schwahn, Marc Hyman und Jon Zack. Der Film wurde von Paramount Pictures produziert.

## Handlung
Die Schüler einer US-amerikanischen High School stehen kurz vor dem SAT-Test. Dazu gehören Kyle, der Architektur studieren will, und sein bester Freund Matty, der auf dasselbe College gehen will wie seine Freundin. Beide Schüler fürchten jedoch, dass sie die ausreichende Punkteanzahl nicht erreichen können.
Kyle und Matty stellen fest, dass die Testfragen in einem Gebäude aufbewahrt werden, das dem Vater ihrer Mitschülerin Francesca gehört. Sie bedrängen Francesca, bis sie den anderen Schülern hilft, in das Gebäude einzubrechen, um die Antworten zu stehlen. Kyle verliebt sich dabei in Anna Ross, die er in den Plan einweiht, obwohl sie zu den besten Schülerinnen gehört. Der deswegen aufgebrachte Matty verplappert sich in der Anwesenheit von Roy, der nun auch mitmacht. Anna wiederum erzählt dem Sportler Desmond Rhodes von dem Plan. Innerhalb der so entstandenen Gruppe gibt es erhebliche Spannungen.
Der erste Einbruchsversuch geht schief, beim zweiten entdecken die Schüler, dass die Lösungen im Speicher eines Computers aufbewahrt werden. Der Computerfreak Roy findet das richtige Passwort heraus, aber der Ausdruck der Datei scheitert. Ein Wachmann erscheint; Matty lässt sich verhaften, damit die anderen fliehen können. Am Ende bestehen alle beteiligten Schüler den Test, ohne zu betrügen.

## Hintergrund
Der Film wurde in Vancouver, in Los Angeles und in New York City gedreht. Er spielte in den Kinos der USA ca. 10,39 Millionen US-Dollar ein.

## Kritiken
Roger Ebert schrieb in der Chicago Sun-Times vom 30. Januar 2004, es gebe einige Ähnlichkeiten zwischen diesem Film und Der Frühstücksclub, darunter die Dialoge. Sein Unterhaltungswert beruhe jedoch zu sehr auf der beabsichtigten „Gaunerei“.
Das Lexikon des internationalen Films schrieb, der Film sei eine „nach standardisierten Formeln entwickelte Teenie-Komödie“. Im Verlauf des Films würden zwar „die Jugendlichen zu erwachseneren Einsichten gelangen“, seine „moralische Botschaft“ sei dennoch „ebenso dürftig ist wie der Unterhaltungswert des Films“.

## Auszeichnungen
Scarlett Johansson wurde als „Neuer weiblicher Star beim Durchbruch“ („Choice Breakout Movie Star – Female“) für den Teen Choice Award nominiert.
Die Deutsche Film- und Medienbewertung FBW in Wiesbaden verlieh dem Film das Prädikat wertvoll.